# George Cornewall
George Cornewall, 2e baronnet (8 novembre 1748 - 26 août 1819) de Moccas Court, Herefordshire, est un homme politique britannique qui siège à la Chambre des communes entre 1774 et 1807. 

## Éducation
Né George Amyand, il est le fils aîné et l'héritier de George Amyand, 1er baronnet (1720-1766) de son épouse Anna Maria Korteen, fille de John Abraham Korteen, un marchand de Hambourg. En 1766, il succède à son père comme 2e baronnet et hérite de sa part dans la société bancaire Amyand, Staples and Mercer. 

## Carrière
Il étudie au Collège d'Eton puis à Christ Church, Oxford, où il obtient une maîtrise en 1769. Le 18 juillet 1771, il épouse Catherine Cornewall, fille unique et héritière de Velters Cornewall (en) de Moccas, dans le Herefordshire, député. En 1771, il prend sous licence royale le nom de famille et les armoiries de Cornewall au lieu de son patronyme, conformément au legs de son beau-père, un héritage comprenant notamment Moccas Park dans le Herefordshire. En 1773, il obtient un doctorat en droit civil de l'Université d'Oxford . 
Il entre au Parlement lors des élections générales de 1774, en tant que député du Herefordshire et occupe ce siège jusqu'en 1796. En 1784, il appartenait au groupe St. Alban's Tavern qui tente de réconcilier Fox et Pitt . Il est réélu pour le Herefordshire aux élections générales de 1802, puis de nouveau en 1806. Il décide de ne pas se représenter aux élections générales de 1807. Il est volontaire dans la milice du Herefordshire et en devient colonel en 1805 . 

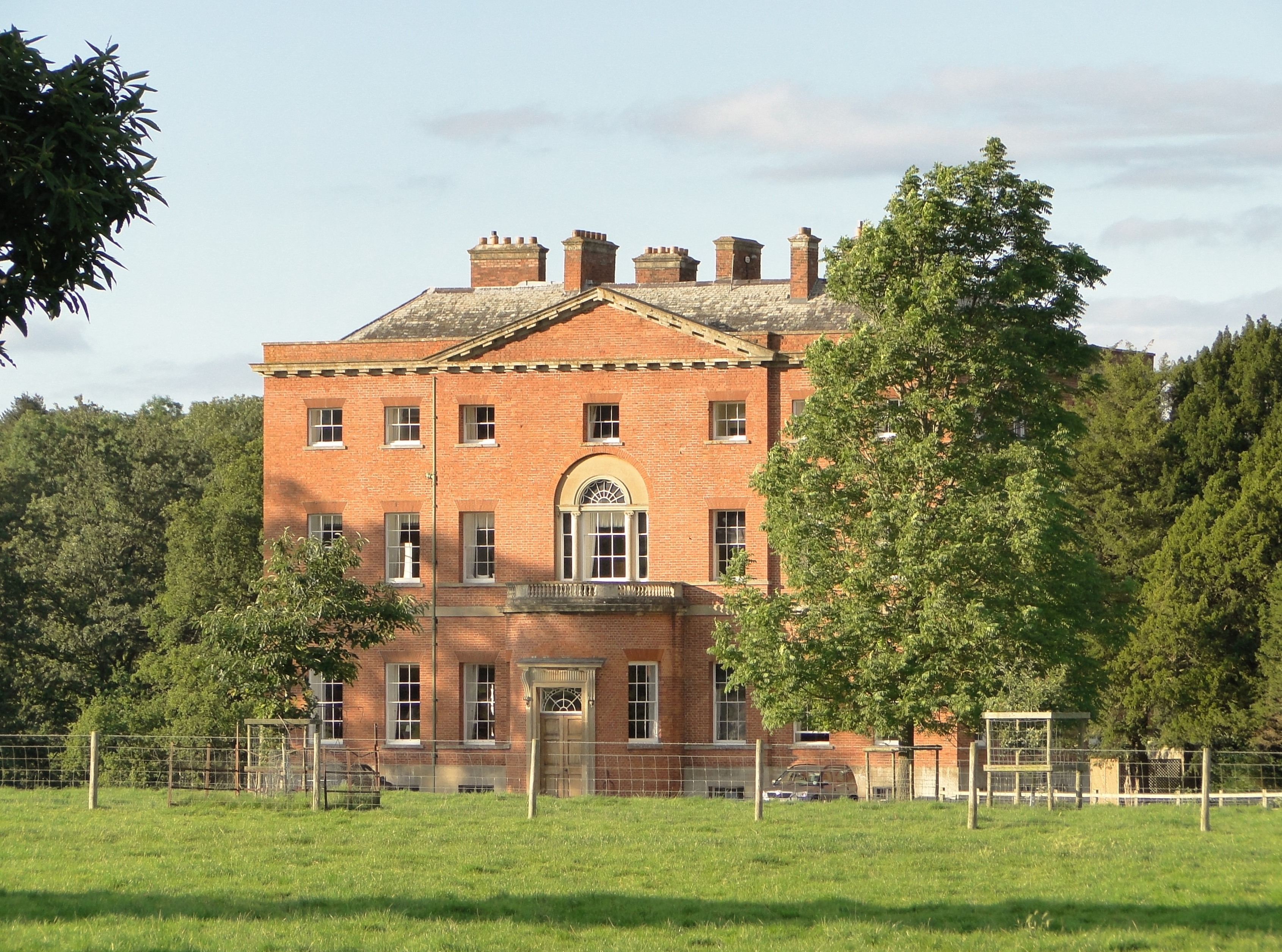
Moccas Court

Il est propriétaire d'une plantation à la Grenade, dans les Antilles, et reconstruit Moccas Court de 1775 à 1781, la résidence héritée de la famille à Herefordshire. Il hérite de Mouse Castle, Cusop mais l'a échangé. En 1800, il vend à Robert Hayward Frilsham, Berkshire, que son père avait acheté en 1762 . 
Il est administrateur du British Museum de 1788 jusqu'à sa mort. 

## Famille
Cornewall est mort en 1819 et est enterré à Moccas. Par son épouse Catherine, il a deux fils et six filles :
- Catherine-Frances Cornewall (1773-1826), mariée à Samuel Peploe du château de Garnstone, à Weobley le 15 mars 1796[8]
- George Cornewall, 3e baronnet (1774-1835), fils aîné et héritier.
- Hannah Cornewall (morte jeune)[10]
- Anna-Maria Cornewall (1779-1872)
- Frances-Elizabeth Cornewall (1783-1864), mariée à Henry Devereux le 12 décembre 1805.
- Charles Cornewall (1785-1822).
- Harriet Cornewall (1787-1838), mariée à Thomas Frankland Lewis, le 12 janvier 1805
- Caroline Cornewall (1789-1875), mariée à William Duff-Gordon le 5 février 1810